# Eliurus webbi
Eliurus webbi је врста глодара (Rodentia) из породице Nesomyidae.

## Распрострањење
Ареал врсте је ограничен на једну државу. Мадагаскар је једино познато природно станиште врсте.

## Станиште
Станиште врсте су шуме. Врста је по висини распрострањена од нивоа мора до 1.025 метара надморске висине.

## Угроженост
Ова врста је наведена као последња брига, јер има широко распрострањење и честа је врста.